# Кравченко, Сергей Иванович (скрипач)
Серге́й Ива́нович Кра́вченко (род. 1947, Одесса, СССР) — Заслуженный артист РСФСР, профессор и заведующий кафедры Московской государственной консерватории им. П. И. Чайковского.

## Биография
Сергей Иванович Кравченко родился в 1947 году в Одессе. Окончил Одесскую музыкальную школу им. П. С. Столярского. Поступив в Московскую государственную консерваторию им. П. И. Чайковского в 1965 году, он занимался с известным скрипачом, профессором Леонидом Коганом.
С 1969 года началась активная концертная деятельность, а с 1972 г. и преподавательская —
в Московской государственной консерватории им. П. И. Чайковского. Сергей Кравченко вел собственный класс, параллельно являясь ассистентом профессора Леонида Когана.
Концертирует в крупных городах России и во многих странах мира: Польше, Германии, Франции, Греции, Сербии и Черногории, Хорватии, Словении, Италии, Испании, Португалии, Турции, Финляндии, США, Южной и Северной Корее, Японии, Китае, Бразилии, Тайване, Македонии, Болгарии, Израиле, Швейцарии, Люксембурге, Австралии.
Многие его ученики являются лауреатами международных конкурсов: В. Иголинский, В. Муллова, А. Лукирский, С. Крылов, И. Гайсин, А. Каган, И. Ко, Н. Саченко, А. Степаненко, Е. Стембольский, О. Шургот, Н. Кожухарь и другие.
Сергей Кравченко является членом жюри многих известных престижных конкурсов: Международного конкурса им. Чайковского, конкурсов им. Ойстраха, им. Брамса, им. Энеску, им. Лысенко, «Classica Nova in Memoriam Dmitri Shostakovich» (Ганновер, 1997) и других.
Записан целый ряд выступлений на телевидении, радио, выпущены грампластинки и компакт-диски, а также изданы авторские книги по методике игры на скрипке.

## Признание и награды
- Неоднократный Лауреат конкурса Всеукраинских школ в Киеве.
- 1969 — Лауреат Международного конкурса им. Паганини в Генуе, Италия
- 1971 — Лауреат Международного конкурса им. М. Лонг и Ж. Тибо в Париже, Франция
- 1972 — Лауреат Международного конкурса струнных квартетов в Льеже, Бельгия